# Marek Mądzik
Marek Wiesław Mądzik (ur. 19 kwietnia 1946 w Zaklikowie, zm. 28 grudnia 2016) – polski historyk, profesor nadzwyczajny UMCS w Lublinie, specjalność – historia nowożytna, jednostka – Zakład Historii Krajów Europy Wschodniej. W latach 2005–2012 prodziekan ds. ogólnych Wydziału Humanistycznego UMCS.

## Życiorys naukowy
- 1964 – ukończenie liceum ogólnokształcącego w Zaklikowie
- 1964–1969 – studia na UMCS – historia
- 1969–1970 – asystent - stażysta w Katedrze Historii Nowożytnej
- 1970–1976 – asystent i starszy asystent w Zakładzie Historii Narodów ZSRR Instytutu Historii
- 1976 – doktorat: Polskie inicjatywy handlowe w rosyjskich portach czarnomorskich na przełomie XIX i XX wieku
- 1984 – kierownik Zakładu Historii Krajów Europy Wschodniej
- 1987 – habilitacja: Działalność społeczno-kulturalna i polityczna Polaków w Gruzji na przełomie XIX i XX wieku
- 1993 – profesor nadzwyczajny UMCS
- 2013 – tytuł naukowy profesora

## Działalność w instytucjach naukowych i społecznych
- członek PTH od 1970, Lubelskiego Towarzystwa Naukowego od 1987, sekretarz Oddziału PTH w Lublinie 1980–1985
- członek Komitetu Słowianoznawstwa PAN w l. 1993–1999
- członek Komitetu Badania Polonii PAN 1999–2016
- członek Komitetu Redakcyjnego czasopisma „Pro Georgia” 1991–2016
- członek Komitetu Redakcyjnego „Res Historica”